# Louis Guyonnet
Louis Guyonnet, né le 7 mars 1887 à Sillans (Isère) et mort le 2 février 1948 à Grenoble (Isère), est un homme politique français.

## Biographie
Il vote pour l'attribution des pleins pouvoirs constituants au maréchal Pétain le 10 juillet 1940 lors du congrès de Vichy.
Il est décoré de la médaille d'or des épidémies et chevalier de la Légion d'honneur.

## Détail des fonctions et des mandats
Mandats locaux
- 1919 - : Conseiller municipal de Saint-Étienne-de-Saint-Geoirs
- 1924 - : Maire de Saint-Étienne-de-Saint-Geoirs
- 1919 - : Conseiller général du Canton de Saint-Étienne-de-Saint-Geoirs

Mandat parlementaire
- 30 janvier 1938 - 31 décembre 1941 : Sénateur de l'Isère